# Miss Universo 1995
Miss Universo 1995 foi a 44ª edição do concurso, realizado pela primeira vez na África, no Country Clube de Windhoek, na Namíbia. Chelsi Smith, dos Estados Unidos, foi a vencedora, derrotando outras 81 candidatas. Smith foi a primeira mestiça  a conquistar o título e a primeira norte-americana coroada como Miss Universo em 15 anos.
Esta foi também a primeira vez na história do concurso em que nenhuma europeia avançou até as semifinais.

## Evento
O evento na Namíbia teve uma das maiores produções da história do concurso até então,desde o palco simulando uma savana com direito a uma fonte simulando uma cachoeira passando pela elaboração da coreografia das candidatas durante a Parada das Nações e passando pelo vídeo de introdução do concurso que era feita por vídeo de um menino de uma tribo local  procurando o seu maior tesouro que era a coroa de Miss Universo. As primeiras favoritas da edição, durante as preliminares, eram as Misses Suécia, Chile, Nigéria, Ilhas Cook e República da Coreia.Mas,nenhuma delas, conseguiu se classificar entre as 10 semifinalistas que foram Colômbia, EUA, Canadá, El Salvador, Porto Rico, Índia, Venezuela, Trinidad e Tobago, África do Sul e República Dominicana.Cabe ressaltar,também a não classificação de nenhuma candidata europeia.
O Top 3 final foi formado com Chelsi Smith, a bela e alta Miss Canadá Lana Buchberger e a exótica e a extremamente inteligente Miss Índia, Manpreet Brar. Muitos esperavam que a Índia fizesse história, conquistando o título consecutivamente, algo que a Venezuela faria 14 anos mais tarde – já que a então Miss Universo era a indiana Sushmita Sen - mas os jurados deram a vitória à Chelsi Smith -  
Dona de um corpo perfeito, que a fez liderar com folgas o desfile em trajes de banho, articulada e simpática, nascida na Califórnia, ganhando o Miss EUA pelo Texas onde vivia com os avós, Chelsi foi a primeira mestiça a ser coroada Miss Universo.

## Resultados
| Colocação                  | Candidata                                                            | País                                                          |
| -------------------------- | -------------------------------------------------------------------- | ------------------------------------------------------------- |
| Miss Universo 1995         | Chelsi Smith †                                                       | Estados Unidos                                                |
| 2º lugar                   | Manpreet Brar                                                        | Índia                                                         |
| 3º lugar                   | Lana Buchberger                                                      | Canadá                                                        |
| Semifinalistas (Top 6):    | Desiree Rodriguez Arlene Peterkin Denyse Floreano                    | Porto Rico · Trinidad e Tobago · Venezuela                    |
| Semifinalistas (Top 10):   | Augustine Masilela Tatiana Castro Eleonora Corrillo Candida Betances | África do Sul · Colômbia · El Salvador · República Dominicana |
| Premiações especiais       |                                                                      |                                                               |
| Miss Simpatia              | Toyin Enitan                                                         | Nigéria                                                       |
| Miss Fotogenia             | Petra Hultgren                                                       | Suécia                                                        |
| Melhor Traje Típico        | Maria Reyes Vasquez                                                  | Espanha                                                       |
| Melhor Traje de Banho      | Chelsi Smith                                                         | Estados Unidos                                                |
| Clairol Essências de Ervas | Susanty Manuhutu                                                     | Indonésia                                                     |
| Prêmio Estilo Clairol      | Paola Gianotti                                                       | Peru                                                          |

## Jurados
Dos dez jurados desta edição, seis eram norte-americanos. Entre os poucos de outros países, entre eles estavam a atriz e cantora mexicana Lucero e a Miss Universo 1981, Irene Sáez, da Venezuela.

## Candidatas
Em negrito, a candidata eleita Miss Universo 1995. Em itálico, as semifinalistas.
| - África do Sul - Augustine Masilela (SF) - Alemanha - Ilka Endres - Aruba - Marie-Denise Herrlein - Austrália - Jacqueline Shooter - Bahamas - Shammine Lindsay - Belize - Deborah Wade - Bolívia - Sandra Rivero - Bonaire - Donna Landwier - Brasil - Renata Bessa Soares (2° TT) - Bulgária - Boiana Dimitrova - Canadá - Lana Buchberger (3°) - Chile - Paola Basigalupo - Chipre - Clara Rainbow - Cingapura - Tun Neesa Abdullah - Colômbia - Tatiana Abuchaibe (SF) - Coreia do Sul - Sung-joo Han - Costa Rica - Beatriz Alvarado - Curaçao - Maruschka Jansen - Dinamarca - Tina Dam - Egito - Nadia Ezz - El Salvador - Eleonora Alamani (SF) - Equador - Radmila Arapov - Espanha - Maria Vasquez (TT) - Estados Unidos - Chelsi Smith (1°, MM) † - Estónia - Enel Eha - Filipinas - Joanne Santos - Finlândia - Heli Pirhonen - França - Corinne Lauret - Grã-Bretanha - Sarah-Jane Southwick - Grécia - Helen Papeannou - Guam - Alia Stevens - Guatemala - Indira Chinchilla - Hong Kong - Halina Siu-Wan - Hungria - Andrea Harsanyi - Ilhas Caimã - Anita Bush - Ilhas Cook - Tarita Brown - Ilhas Virgens Americanas - Kim Boschulte - Ilhas Virgens Britânicas - Elaine Henry - Índia - Manpreet Brar (2°) - Indonésia - Susanti Manuhutu - Irlanda - Anna Marie McCarthy | - Islândia - Margret Sigurz - Israel - Yana Kalman - Itália - Alessandra Meloni - Jamaica - Justine Willoughby - Japão - Narumi Saeki - Malásia - Suziela Binte Azra - Malta - Sonia Massa - Marianas Setentrionais - Karah Kirschenkeiter - Ilhas Maurícias - Marie Mardaymootoo - México - Luz Maria Lugo - Namíbia - Patricia Burt - Nicarágua - Linda Clerk - Nigéria - Toyin Raji (MS) - Noruega - Lena Sandvik - Nova Zelândia - Shelley Edwards - Países Baixos - Chantal von Woensel - Panamá - Michelle Sage - Paraguai - Bettina Barboza - Peru - Paola Gianotti (CMB) - Polónia - Magdalena Pecikiewicz - Porto Rico - Desiree Rodriguez (F) - Portugal - Adriana Iria - Quênia - Josephine Mbatia - República da China (Taiwan) - Liao Chia-Yi - República Dominicana - Candida Betances (SF) - República Eslovaca - Nikoleta Mezsarasova - República Tcheca - Eva Kotulanova - Roménia - Monika Grosu - Rússia - Yulia Alekseeva - Seicheles - Maria Payet - Sri Lanka - Shivani Vasagam - Suécia - Petra Hultgren (MF) - Suíça - Sarah Briguet - Tailândia - Phavadee Vichienrat - Trinidad e Tobago - Arlene Peterkin (F) - Turcas e Caicos - Sharleen Grant - Turquia - Oz Dursun - Ucrânia - Irina Chernomaz - Uruguai - Sandra Znidaric - Venezuela - Denyse Floreano (F) - Zâmbia - Luo Punabantu (3° TT) |